# Пригородный (Ульяновская область)
Пригородный — посёлок в городском округе город Ульяновск Ульяновской области.

## История
Совхоз « Пригородный» был образован в 1959 году, в соответствии с приказом Ульяновского областного управления сельского хозяйства. Центральная усадьба была расположена в бывшей Ульяновской МТС (с. Вырыпаевка). В состав совхоза входило 4 отделения и одна бригада. С 1 декабря 1959 года в состав совхоза, как отделение, вошёл колхоз «Родина Ильича» (с. Конно-Подгородная слобода).
В 1965 году в совхозе имелось наличие земельной площади — 6439 га., в т. числе пашни — 5041 га.
Тракторов — 70, автомашин — 35, комбайнов — 15 ед., а также большой инженерно — технический комплекс для ремонта сельскохозяйственной техники.
В 1985 году совхоз «Пригородный» был награжден переходящим « Красным Знаменем» за победу в социалистическом соревновании.
В 1986—1987 гг. в совхозе «Пригородный» увеличивалось поголовье и продуктивность скота.
Производство овощей в совхозе снабжало всю Ульяновскую область. Здесь выращивали огурцы, помидоры, капусту, морковь, свеклу и др.
В 1986 г. указом ПВС РСФСР посёлок совхоза «Пригородный» переименован в Пригородный.
В 2004 году посёлок вошёл в состав городского округа Ульяновск.

## Население
| 2010 |
| ---- |
| 2530 |

## Транспорт
- По южной и западной границе посёлка проходит объездная дорога Ульяновска, часть федеральной трассы А151.

- Железнодорожная станция «Студенческая» на железной дороге Ульяновск-Центральный — Инза.

- Маршрутные такси 4, 81, проходящее маршрутное такси 88.

## Инфраструктура
Дому культуры, интернат (не действует), памятник Ленину.
С 1992 года действует ОБЛАСТНОЕ ГОСУДАРСТВЕННОЕ УНИТАРНОЕ СЕЛЬСКОХОЗЯЙСТВЕННОЕ ПРЕДПРИЯТИЕ "СОВХОЗ «ПРИГОРОДНЫЙ».
В посёлке существует ф/к «Свияга» участвующая в Чемпионатах Ульяновской области по футболу.